# 紋章官

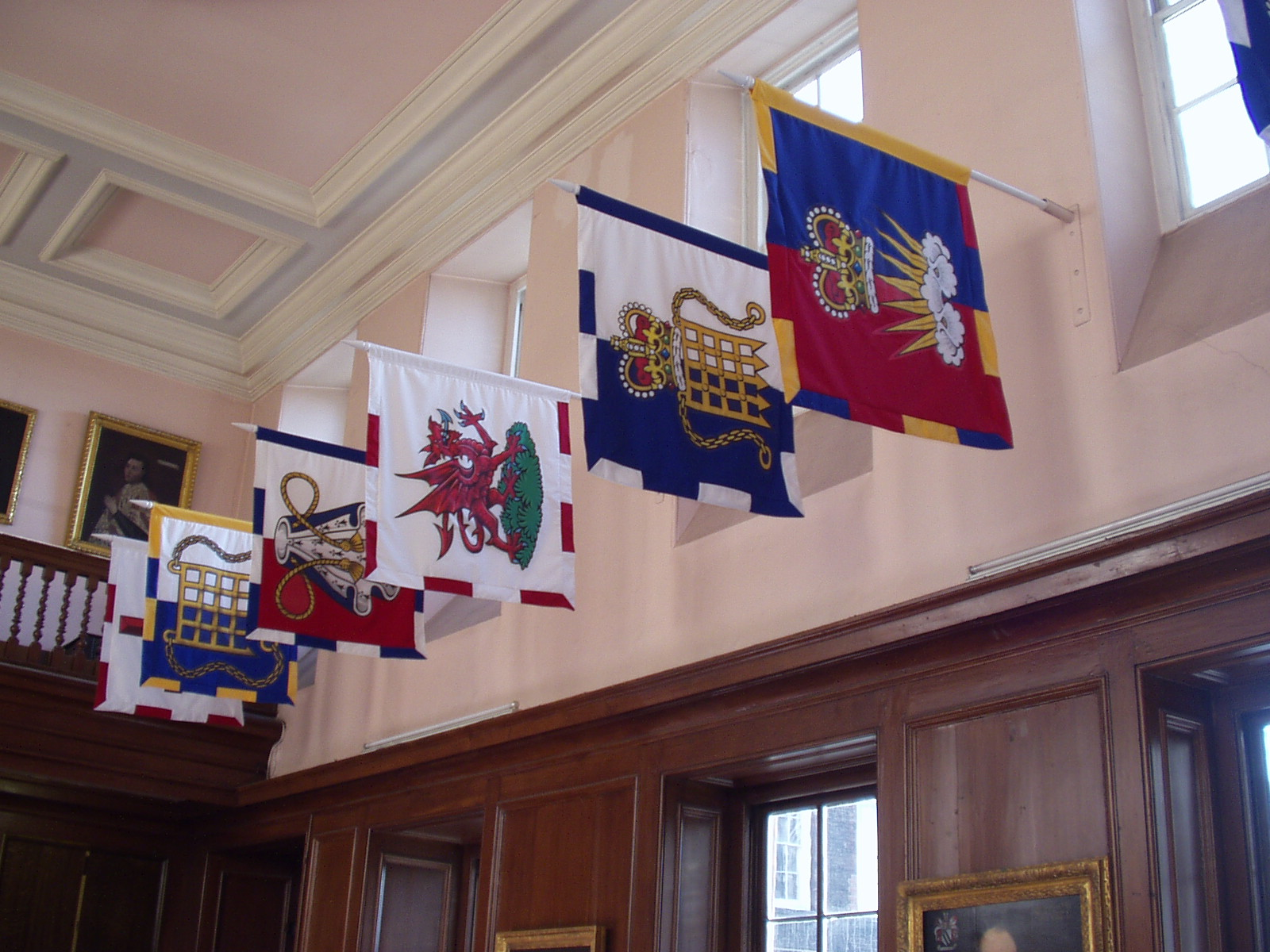
ロンドンのイングランド紋章院に掲げられている、紋章官のヘラルディック・バッジを描いたバナー。

紋章官（もんしょうかん、英: Officer of arms）は、君主や領主などの支配者又は国家によって任命され、次の役目のひとつ以上を実行する権限を与えられた者、及びその役職である。
- 紋章にまつわる事案を発議すること、及びそれを管理監督すること。
- 国家の儀式を手配し、それに参列すること。
- 紋章や系譜の記録を保存すること、及びそれを解釈すること。

## 解説

### 歴史

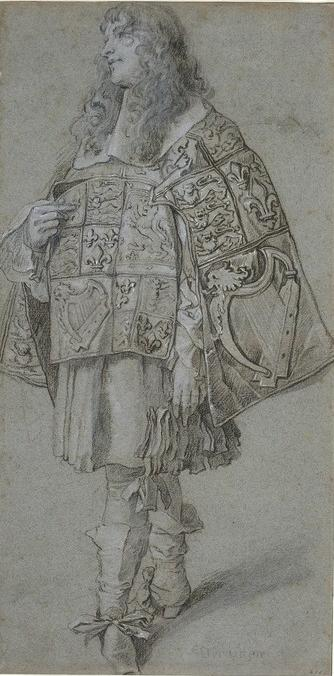
チャールズ2世に仕えたオランダ人のイングランド宮廷画家ピーター・レリーが描いたヘラルド。衣装に描かれている紋章は、イングランド王ジェームズ1世からジェームズ2世までの4代にわたり、1603年から1688年まで使われたものである。

紋章官はもともと、紋章制度発足以前のヘラルド (Herald) と呼ばれる軍使あるいは伝令官の役目と軍礼式担当官の役目を持った官吏であった。ヘラルドは各国の国王に直属で仕えたり、自由契約として領主に雇われるなどしていたが、紋章制度が確立されてくると紋章の管理も担当するようになっていった。紋章制度では同一主権領内にまったく同じ紋章が2つ以上存在してはならないという鉄則があったため、各国とも各人の紋章の登録を推進したが、必ずしも進んで登録に訪れる者ばかりとは限らなかった。そのため、仮に君主や領主と関係の悪い勢力であったとしても軍使を攻撃してはならないという決まりがあったことを利用し、ヘラルドに地方の豪族などを訪問させて各地の紋章を調査し、登録を進めさせた。また、ヘラルドは一般の旅行者などと間違われて攻撃されないよう、自分がヘラルドであることが一見して判別できるように、仕える国王や領主などの紋章を大きく描いたタバードと呼ばれる上着を身につけていた。
後にヘラルドは軍使、伝令官の役割を失い、違反紋章や重複紋章の摘発などの紋章調査に関する職務だけが残った。リチャード3世の時代にイングランド紋章院が創設され、紋章の調査、登録、認可、訴訟などの一切の紋章事務を取り扱うようになった。英語では紋章官をも意味するようになったが、もともとの伝令や布告者の意味は廃れてはいないため、現在でも英語圏の新聞紙名としてよく使われている。

### 分類
紋章官には伝統的に、キング・オブ・アームズ (King of Arms) 、ヘラルド・オブ・アームズ (Herald of Arms) 、パーシヴァント・オブ・アームズ (Pursuivant of Arms) の3つの位がある。任命された役職が終身のものである紋章官は常任紋章官 (officers of arms in ordinary) 、一時的又は不定期な任命である場合は、臨時紋章官 (officers of arms extraordinary) となる。なお、日本語ではキング・オブ・アームズは「紋章院長官」や「紋章院部長」、ヘラルド・オブ・アームズは「中級紋章官」、パーシヴァント・オブ・アームズは「紋章属官」、「紋章官補」などとそれぞれ訳されるが、いずれも定訳ではない。
貴族の家の成立に際してヘラルド又はパーシヴァントを任ずる中世の習慣は、ヨーロッパ諸国、特に公的な紋章の管理又は承認がない国でいまだ一般的である。そのような任命はスコットランドでもまだなされており、4名の私設紋章官が存在する。

### 各国の紋章官

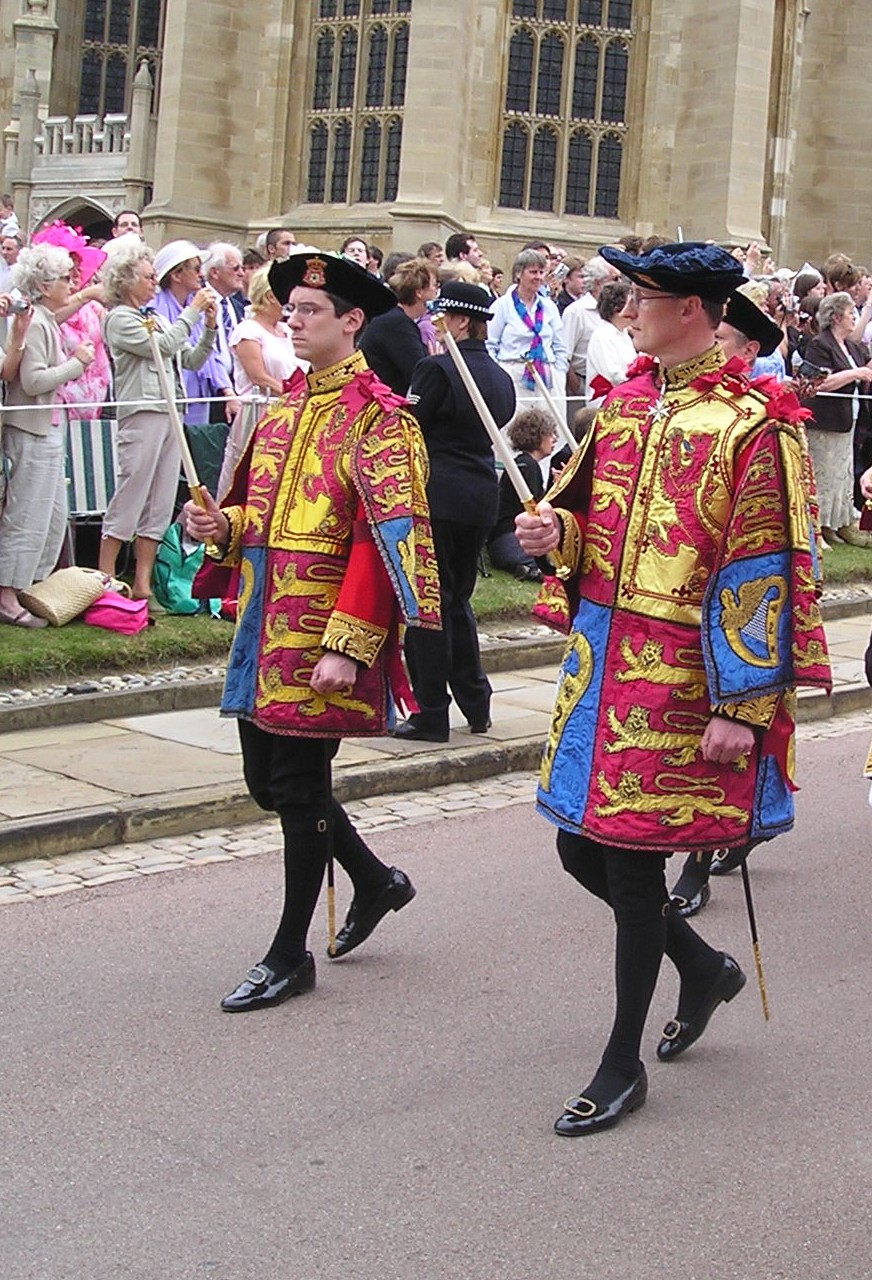
イングランドの紋章官（パーシヴァント・オブ・アームズ）

イギリス連邦諸国では、独自の紋章機関を持つスコットランド、カナダ、南アフリカを除き、ロンドンに置かれる紋章院が紋章についての業務を行っている。紋章院の常任紋章官はキング・オブ・アームズ3名、ヘラルド・オブ・アームズ6名、パーシヴァント・オブ・アームズ4名の合計13名で構成され、王室の一員としてほんのわずかばかりの給料を支給される。なお、キング・オブ・アームズのうち、ガーター主席紋章官が筆頭の地位にある。
スコットランドでは、コート・オブ・ザ・ロード・ライアンにおいて、ロード・ライアン・キング・オブ・アームズ (Lord Lyon King of Arms)、3名のヘラルド、及び3名のパーシバントがロンドンの紋章官が受けることのない厳しい法的枠組みの範囲内で紋章にまつわる事案を管理する。ロード・ライアンは国王によって任命され、その国王の権限により彼自身が他のスコットランドの紋章官を任命する。
アイルランドでは、紋章及び系譜の問題は、チーフ・ヘラルド・オブ・アイルランド (Chief Herald of Ireland) と称される官公吏の権限の範囲内に属する。アイルランドの紋章に関する権利、つまり1943年以降に承認、登録されたすべての紋章に対する法的根拠に司法長官が疑問を呈したため、2006年5月8日に、ブレンダン・ライアン (Brendan Ryan) 上院議員はこの状況を救済し、アルスター・キング・オブ・アームズ (Ulster King of Arms) からの権限の移行以来の活動を合法化するためにアイルランド上院に系譜及び紋章法案 (the Genealogy & Heraldry Bill 2006) を上程した。
オランダでは、紋章官は終身の役職としては存在しない。私設紋章は法律により保護されておらず、国家の紋章及び貴族の紋章は高等貴族会議 (High Council of Nobility) によって管理される。イギリスのような紋章院は存在しないにもかかわらず、王室の即位式の際には、通常高等貴族会議の一員である2名のキング・オブ・アームズと2名ないし4名のヘラルド・オブ・アームズが列席する。1890年のウィルヘルミナ女王及び1948年のユリアナ女王の即位の際、キング・オブ・アームズは19世紀のスタイルの法服を着用したのに対し、ヘラルドはタバード（tabard、紋章が描かれた伝令官の官服）を着用していた。また、すべての紋章官は職杖を持っており、職位を示す鎖を身に着けていた。1980年のベアトリクス女王の即位では、典礼事務は上級のキング・オブ・アームズであり、対ナチス・ドイツ抵抗勢力のメンバーでもあったエリック・ハーゼルホフ・ルールズマ (Erik Hazelhoff Roelfzema) によって掌握されていた。紋章官はもはや式典用の衣装を着用してはおらず、その代わりに式典の大部分の他の参列者のようなホワイト・タイ（礼服）を着用していた。より上級のキング・オブ・アームズは、これから国王となる者が憲法に対する忠誠を誓った後、即位を宣言する。そしてヘラルドが即位式が開催されるアムステルダムの新教会 (De Nieuwe Kerk) の外に出て、教会の外に集まった人々にこの事実を発表する。